# Ladislav Jakše
Ladislav Jakše (Ljubljana, 1932 – ?) jugoszláv nemzetközi labdarúgó-játékvezető.

## Pályafutása

### Nemzetközi játékvezetés
A Jugoszláv Labdarúgó-szövetség Játékvezető Bizottsága (JB) terjesztette fel nemzetközi játékvezetőnek, a Nemzetközi Labdarúgó-szövetség (FIFA) 1968-tól tartotta nyilván bírói keretében. Több nemzetek közötti válogatott és klubmérkőzést vezetett, vagy működő társának partbíróként segített. A szerb nemzetközi játékvezetők rangsorában, a világbajnokság-Európa-bajnokság sorrendjében többedmagával a 16. helyet foglalja el 1 találkozó szolgálatával. Az aktív nemzetközi játékvezetéstől 1969-ben a FIFA 45 éves korhatárát elérve búcsúzott. Válogatott mérkőzéseinek száma: 1.

## Statisztika

### Nemzetközi válogatott mérkőzése
| #  | Dátum             | Helyszín             | Hazai        | Eredmény | Vendég   | Kiírás       | Gólok | Esemény |
| -- | ----------------- | -------------------- | ------------ | -------- | -------- | ------------ | ----- | ------- |
| 1. | 1969. november 5. | Budapest, Népstadion | Magyarország | 4 – 0    | Írország | vb-selejtező | -     |         |
|    | Összesen          |                      |              | 1        | mérkőzés |              |       |         |